# Britta Dassler
Britta Katharina Dassler (nascida em 22 de julho de 1964) é uma política alemã do Partido Democrático Liberal (FDP) que actua como membro do Bundestag pelo estado da Baviera desde 2017.

## Carreira política
Dassler concorreu às eleições federais de 2017 no distrito eleitoral de Erlangen e foi eleita para o Bundestag alemão no 9.º lugar na lista estadual do FDP Baviera. No parlamento, ela é membro do Comité de Desportos e do Comité de Educação, Pesquisa e Avaliação de Tecnologia. Ela actua também como porta-voz do seu grupo parlamentar para a política desportiva.

## Vida pessoal
Dassler é casada com o neto de Rudolf Dassler, fundador da fabricante de artigos esportivos Puma.